# Finchley
Finchley – część dzielnicy London Borough of Barnet w północnym Londynie.

## Stacje metra
- East Finchley
- Finchley Central
- Mill Hill East
- West Finchley
- Woodside Park
- Totteridge and Whetstone